# Torneio Pré-Olímpico de Voleibol Feminino de 2016 - Mundial
O Torneio Pré-Olímpico de Voleibol Feminino de 2016 foi uma competição qualificatória para os Jogos Olímpicos de Verão de 2016, na qual foi dividido em dois torneios, o chamado Torneio Pré-Olímpico Mundial I foi disputado concomitantemente com o Pré-Olímpico Asiático,tradicionalmente realizado no Japão,este torneio previa três vagas para as seleções do mundo todo e uma vaga para o time asiático melhor classificado., O torneio foi vencido pela Seleção Italiana,e ficando em segundo lugar, a Seleção Holanda,o Japão ao ficar em terceiro lugar ganhou a vaga da Ásia e a vaga restante foi para a Coreia do Sul.Pela primeira vez na história,um Pré-Olímpico Mundial II foi realizado, também chamado de intercontinental,sediado em Porto Rico, reúne os terceiros colocados no seus respectivos pré-olímpicos continentais, com exceção do Continente Africano que enviou os seus terceiro e quarto colocados,já que o Egito que foi o segundo colocado acabou desistindo..

## Torneio Pré-Olímpico Mundial I
Este foi o chamado o primeiro torneio qualificatório de seleções para a disputa dos Jogos Olímpicos de Verão de 2016 a nível mundial, realizado entre 14 a 22 de maio no Japão, com a participação do país-sede e de mais sete países, ao final três seleções classificam-se para a referida olimpíada, além da vaga assegurada para melhor equipe asiática.

## Seleções participantes
As seguintes seleções foram qualificadas para a disputa do Torneio Pré-Olímpico Mundial I 2016
| Equipe               | Qualificação                                       |
| -------------------- | -------------------------------------------------- |
| Japão                | Representante do País-Sede                         |
| Cazaquistão          | Nomeação ranking da AVC em Janeiro de 2016         |
| Itália               | 3ºlugar no Pré-Olímpico Europeu de 2016            |
| Coreia do Sul        | Nomeação ranking da AVC em Janeiro de 2016         |
| Países Baixos        | Vice-campeão no Pré-Olímpico Europeu de 2016       |
| Peru                 | Vice-campeão do Pré-Olímpico Sul-Americano de 2016 |
| República Dominicana | Vice-campeão do Pré-Olímpico NORCECA de 2016       |
| Tailândia            | Nomeação ranking da AVC em Janeiro de 2016         |

## Fórmula
As seleções enfrentaram-se entre si em turno único, ao final da disputa qualificaram-se para os Jogos Olímpicos de Verão: a seleção asiática melhor ranqueada na competição e as três melhores seleções no ranqueamento geral.

## Classificação
- Local: Tokyo Metropolitan Gymnasium, Japão[6][7]

|     |                      |     | Jogos | Jogos | Jogos | Resultados | Resultados | Resultados | Resultados | Resultados | Resultados | Sets | Sets | Sets  | Pontos | Pontos | Pontos |
| Pos | Equipe               | Pts | T     | V     | D     | 3–0        | 3–1        | 3–2        | 2–3        | 1–3        | 0–3        | V    | P    | R     | V      | P      | R      |
| --- | -------------------- | --- | ----- | ----- | ----- | ---------- | ---------- | ---------- | ---------- | ---------- | ---------- | ---- | ---- | ----- | ------ | ------ | ------ |
| 1   | Itália               | 17  | 7     | 6     | 1     | 3          | 2          | 1          | 0          | 0          | 1          | 18   | 7    | 2.571 | 586    | 517    | 1.133  |
| 2   | Países Baixos        | 16  | 7     | 5     | 2     | 4          | 1          | 0          | 1          | 0          | 1          | 17   | 7    | 2.429 | 571    | 465    | 1.228  |
| 3   | Japão1               | 14  | 7     | 5     | 2     | 3          | 0          | 2          | 1          | 1          | 0          | 18   | 10   | 1.800 | 644    | 571    | 1.128  |
| 4   | Coreia do Sul1       | 13  | 7     | 4     | 3     | 2          | 2          | 0          | 1          | 1          | 1          | 15   | 11   | 1.364 | 597    | 577    | 1.035  |
| 5   | Tailândia            | 12  | 7     | 4     | 3     | 2          | 1          | 1          | 1          | 1          | 1          | 15   | 12   | 1.250 | 597    | 592    | 1.008  |
| 6   | República Dominicana | 6   | 7     | 2     | 5     | 1          | 1          | 0          | 0          | 1          | 4          | 7    | 16   | 0.438 | 517    | 542    | 0.954  |
| 7   | Peru                 | 6   | 7     | 2     | 5     | 1          | 1          | 0          | 0          | 1          | 4          | 7    | 16   | 0.438 | 462    | 549    | 0.842  |
| 8   | Cazaquistão          | 0   | 7     | 0     | 7     | 0          | 0          | 0          | 0          | 3          | 4          | 3    | 21   | 0.143 | 426    | 587    | 0.726  |

↑1  A Seleção Sul-Coreana obteve a qualificação devido a Seleção Japonesa conquistar o pódio, pois, pelo regulamento a melhor seleção asiática tem vaga assegurada do Pré-Olímpico Asiático disputado dentro deste Pré-Olímpico Mundial I.

## Fase única
Resultados
| Data   | Hora  |                      | Placar |                      | Set 1 | Set 2 | Set 3 | Set 4 | Set 5 | Total   | Relatório |
| ------ | ----- | -------------------- | ------ | -------------------- | ----- | ----- | ----- | ----- | ----- | ------- | --------- |
| 14 mai | 10:00 | Coreia do Sul        | 1–3    | Itália               | 17–25 | 20–25 | 27–25 | 18–25 |       | 82–100  | P2P3      |
| 14 mai | 12:45 | Tailândia            | 3–1    | República Dominicana | 26–24 | 26–28 | 25–16 | 25–20 |       | 102–88  | P2P3      |
| 14 mai | 15:30 | Cazaquistão          | 1–3    | Países Baixos        | 12–25 | 25–21 | 14–25 | 8–25  |       | 59–96   | P2P3      |
| 14 mai | 19:05 | Japão                | 3–0    | Peru                 | 25–23 | 25–10 | 25–14 |       |       | 75–47   | P2P3      |
| 15 mai | 10:00 | Itália               | 3–1    | Tailândia            | 17–25 | 25–16 | 25–17 | 25–16 |       | 92–74   | P2P3      |
| 15 mai | 12:45 | Peru                 | 3–0    | República Dominicana | 25–22 | 25–16 | 26–24 |       |       | 76–62   | P2P3      |
| 15 mai | 15:30 | Países Baixos        | 0–3    | Coreia do Sul        | 27–29 | 23–25 | 21–25 |       |       | 71–79   | P2P3      |
| 15 mai | 19:10 | Japão                | 3–0    | Cazaquistão          | 25–14 | 25–15 | 25–11 |       |       | 75–40   | P2P3      |
| 17 mai | 10:00 | Cazaquistão          | 1–3    | Peru                 | 25–19 | 22–25 | 23–25 | 23–25 |       | 93–94   | P2P3      |
| 17 mai | 12:45 | República Dominicana | 0–3    | Itália               | 22–25 | 23–25 | 23–25 |       |       | 68–75   | P2P3      |
| 17 mai | 15:30 | Tailândia            | 0–3    | Países Baixos        | 14–25 | 16–25 | 20–25 |       |       | 50–75   | P2P3      |
| 17 mai | 19:05 | Coreia do Sul        | 3–1    | Japão                | 28–26 | 25–17 | 17–25 | 25–19 |       | 95–87   | P2P3      |
| 18 mai | 10:00 | Peru                 | 0–3    | Itália               | 19–25 | 16–25 | 17–25 |       |       | 52–75   | P2P3      |
| 18 mai | 12:45 | Cazaquistão          | 0–3    | Coreia do Sul        | 16–25 | 11–25 | 21–25 |       |       | 48–75   | P2P3      |
| 18 mai | 15:30 | Países Baixos        | 3–0    | República Dominicana | 25–22 | 25–18 | 25–21 |       |       | 75–61   | P2P3      |
| 18 mai | 19:10 | Japão                | 3–2    | Tailândia            | 20–25 | 25–23 | 23–25 | 25–23 | 15–13 | 108–109 | P2P3      |
| 20 mai | 10:00 | Tailândia            | 3–0    | Cazaquistão          | 25–18 | 25–19 | 25–15 |       |       | 75–52   | P2P3      |
| 20 mai | 12:45 | Coreia do Sul        | 3–1    | Peru                 | 18–25 | 25–22 | 25–14 | 25–21 |       | 93–82   | P2P3      |
| 20 mai | 15:30 | Itália               | 0–3    | Países Baixos        | 21–25 | 21–25 | 14–25 |       |       | 56–75   | P2P3      |
| 20 mai | 19:05 | República Dominicana | 0–3    | Japão                | 22–25 | 16–25 | 25–27 |       |       | 63–77   | P2P3      |
| 21 mai | 10:00 | Coreia do Sul        | 2–3    | Tailândia            | 25–19 | 25–22 | 27–29 | 24–26 | 12–15 | 113–111 | P2P3      |
| 21 mai | 12:45 | Cazaquistão          | 1–3    | República Dominicana | 20–25 | 25–22 | 12–25 | 20–25 |       | 77–97   | P2P3      |
| 21 mai | 15:30 | Peru                 | 0–3    | Países Baixos        | 16–25 | 14–25 | 17–25 |       |       | 47–75   | P2P3      |
| 21 mai | 19:10 | Japão                | 2–3    | Itália               | 25–23 | 25–27 | 25–27 | 25–21 | 9–15  | 109–113 | P2P3      |
| 22 mai | 10:00 | República Dominicana | 3–0    | Coreia do Sul        | 25–23 | 25–11 | 28–26 |       |       | 78–60   | P2P3      |
| 22 mai | 12:45 | Tailândia            | 3–0    | Peru                 | 25–17 | 26–24 | 25–23 |       |       | 76–64   | P2P3      |
| 22 mai | 15:30 | Itália               | 3–0    | Cazaquistão          | 25–22 | 25–16 | 25–19 |       |       | 75–57   | P2P3      |
| 22 mai | 19:05 | Países Baixos        | 2–3    | Japão                | 25–20 | 13–25 | 25–21 | 30-32 | 11–15 | 104–81  | P2P3      |

## Classificação final
| Posição | Equipe               |
| ------- | -------------------- |
| 1       | Itália               |
| 2       | Países Baixos        |
| 3       | Japão                |
| 4       | Coreia do Sul        |
| 5       | Tailândia            |
| 6       | República Dominicana |
| 7       | Peru                 |
| 8       | Cazaquistão          |

|  | Qualificados para os Jogos Olímpicos de Verão de 2016 |

## Prêmios individuais
As seguinte jogadoras integraram a seleção das melhores atletas desta edição:
| MVP (Most Valuable Player) | Desconhecido         |                      |
| Oposta                     | Lonneke Slöetjes     | Países Baixos        |
| 1ª Ponteira                | Kim Yeon-Koung       | Coreia do Sul        |
| 2ª Ponteira                | Antonella Del Core   | Itália               |
| 1ª Central                 | Cristina Chirichella | Itália               |
| 2ª Central                 | Yang-Hyo Jin         | Coreia do Sul        |
| Líbero                     | Brenda Castillo      | República Dominicana |
| Levantadora                | Haruka Miyashita     | Japão                |